# Frapująca Nyża
Frapująca Nyża – jaskinia, a właściwie schronisko, w Dolinie Bystrej w Tatrach Zachodnich. Wejście do niej znajduje się poniżej wschodniej grani Kalackiej Turni, nad Kalackim Korytem (Suchym Żlebem), na wysokości 1360 metrów n.p.m.  Długość jaskini wynosi 6 metrów, a jej deniwelacja 2 metry.

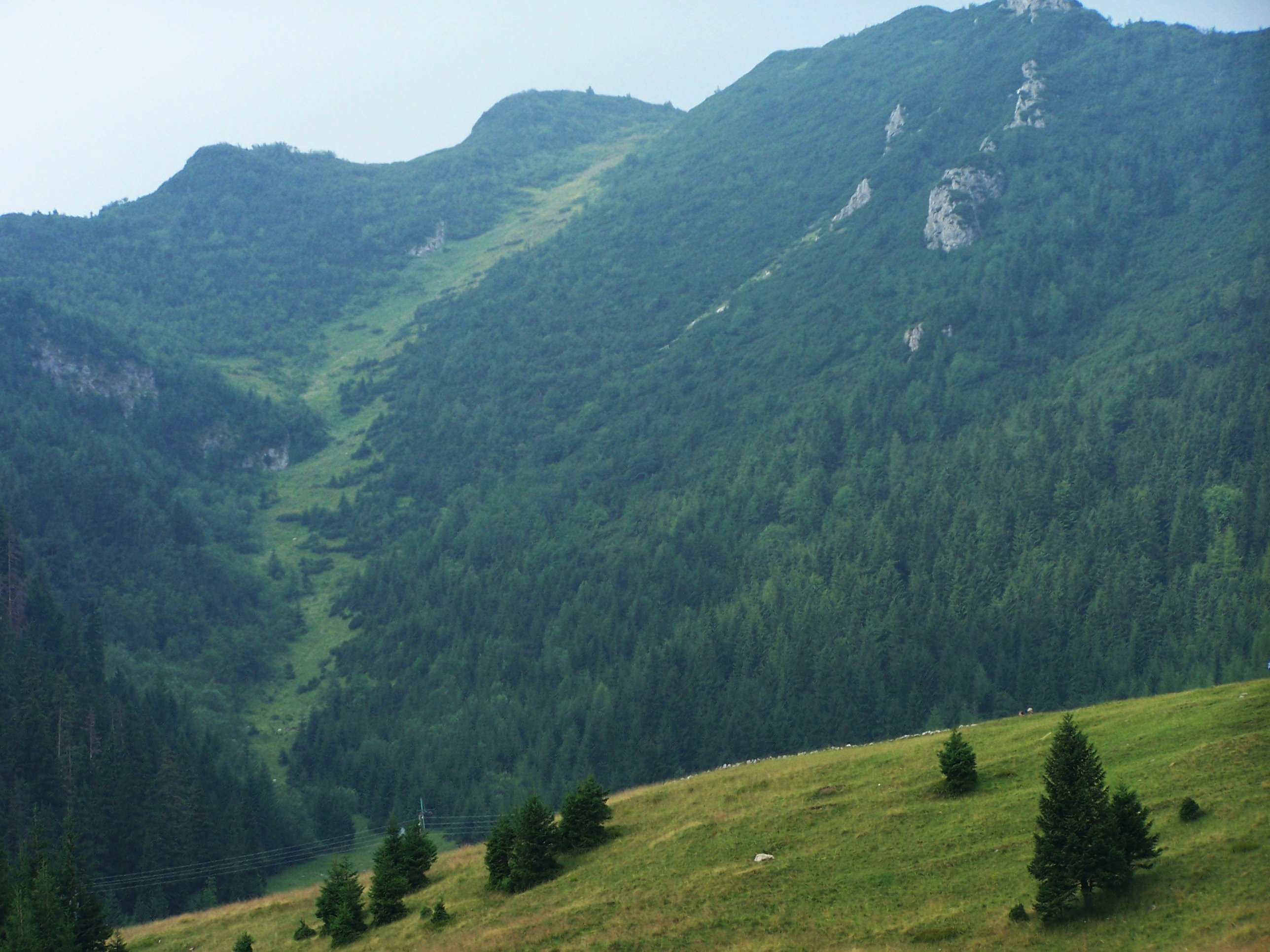
Kalackie Koryto. Na lewo zbocza Kalackiej Turni

## Opis jaskini
Jaskinię stanowi niewielka sala zaczynająca się zaraz za dużym otworem wejściowym. Na wprost odchodzi od niej niewielki szczelinowy korytarzyk kończący się dwiema równoległymi szczelinami. 

## Przyroda
W jaskini brak jest nacieków. Ściany są suche, rosną na nich mchy i porosty.

## Historia odkryć
Jaskinia była znana od dawna. Stefan Zwoliński, po wycieczce do niej w 1934 roku, nazwał jaskinię bardzo frapującą. Stąd jej nazwa.